# 코닉세그 CCR
코닉세그 CCR(스웨덴어: Koenigsegg CCR)은 코닉세그의 스포츠카로 2004년에 코닉세그 CC 모델의 후속으로 출시되었다.

## 개요
2006년 2월에 이탈리아 풀리아주 레체현 서킷에서 최고 속도 388.87km/h를 기록해 기존 멕라렌 F1이 기록한 가장 빠른 양산차 기록을 경신했으나 같은 해 9월에 출시된 부가티 베이론이 폭스바겐의 테스트 트랙에서 기록한 최고 속력에 의해 밀려났다. 이 모델은 14대만 생산했으며 기존 코닉세그 CC8S 모델에 탑재된 트윈-슈퍼차지 포드 모듈러로 최고 마력은 806마력까지 낼 수 있다.
변속기의 경우 6단 수동변속기를 탑재했으며 차체와 바디의 경우 기존 코닉세그 CC8S 모델과 동일하다. 전비중량의 경우 기존 모델인 코닉세그 CC8S 모델보다 증가 했으며 최고 속도는 395km/h이다. 또한 전륜 앞바퀴의 휠 사이즈가 19인치로 늘어났다.
2006년에 코닉세그 CCX 모델이 출시되면서 단종되었다.

## 파생 모델

### 코닉세그 CCR 리보
2012년에 출시된 모델로 당시 하늘색 CCR오너가 코닉세그에 튜닝을 요구하면서 개조되었다.

### 코닉세그 CCR 에볼루션
2011년에 출시된 모델로 당시 독일의 튜닝 기업인 에도 컴페티션에서 개조된 모델이다.